# Pedro Molina
Pedro Molina is een plaats in het Argentijnse bestuurlijke gebied Guaymallén in de provincie Mendoza. De plaats telt 11.104 inwoners.